# ورزشگاه مرکزی عبدیگانی رادزاپوف
ورزشگاه مرکزی عبدیگانی رادزاپوف {{ازبکی|Abdygany Radzhapov Central Stadium) یک ورزشگاه در ازبکستان است که در قاراسو، قرقیزستان واقع شده‌است.